# Ulza
Ulza este un oraș din Albania.